# Daniel Mandoki
Daniel Mandoki Bond (Nueva York, 20 de abril de 1996) es un actor, productor y director estadounidense. Es hijo del galardonado director mexicano Luis Mandoki.

## Biografía
Mandoki nació en la ciudad de Nueva York, Estados Unidos debido a la carrera de su padre, el director de cine mexicano Luis Mandoki y su madre Olivia Bond. Se crio en la Ciudad de México desde los 6 años, y tiene dos hermanas, Camille y Michelle, nacidas en California. 
Posee triple ciudadanía con Estados Unidos, España y México.

## Carrera
Terminó la carrera de actuación en Pace University. Comenzó a actuar en teatro, en obras como "Bodas de sangre" (2017), "Una mentira en la mente" (2019), "Nightcap" (2020) y "El viento en un violín" (2022).
Actuó en varios cortometrajes como "Al paso del pez espada" (2014), "Inri" (2016), "Dinner Time" (2017) y "Cedric" (2019) antes de aparecer en películas como "Olympia" (2019), "Gasp Year" (2021) y "Presencias" (2021).